# Никончук, Маркиан Максимович
Маркиа́н (Мартиан) Макси́мович Никончу́к (1867 — не ранее 1907) — член II Государственной думы от Волынской губернии, крестьянин.

## Биография

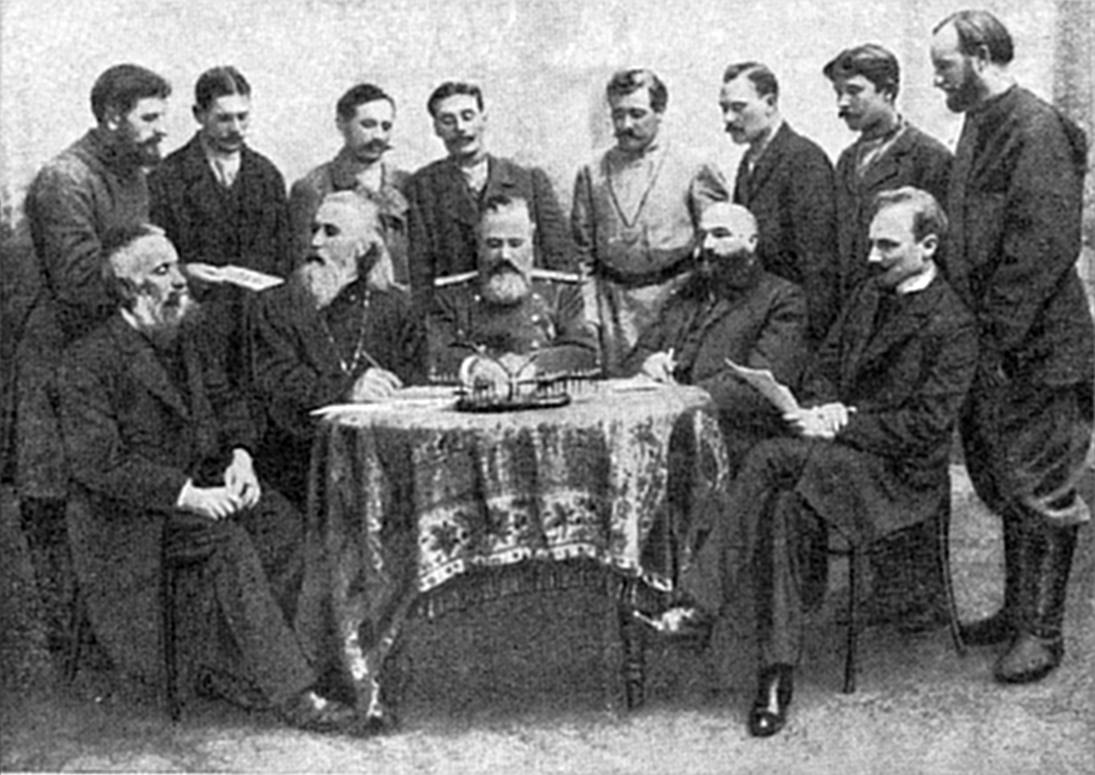
Члены 2-й Государственной думы от Волынской губернии. Сидят: И. Ф. Дрбоглав, Д. И. Герштанский, Г. Е. Рейн, Г. Н. Беляев, В. В. Шульгин; Стоят: П. С. Васюхник, Е. К. Бас, А. Ф. Коренчук, И. С. Ющук, В. С. Калишук, М. Ф. Гаркавый, М. А. Игнатюк, М. М. Никончук

Православный, крестьянин местечка Кожуховка Искоростьской волости Овручского уезда.
Начальное образование получил дома. Занимался земледелием (6 десятин). Был членом Союза русского народа.
6 февраля 1907 года избран во II Государственную думу от общего состава выборщиков Волынского губернского избирательного собрания. Входил в группу беспартийных. Среди прочего подписал заявление группы умеренных крестьян по аграрному вопросу.
Участвовал в депутации правых думцев-крестьян, удостоившихся аудиенции Николая II 14 апреля 1907 года. После Третьеиюньского переворота подписал телеграмму на имя императора с благодарностью за роспуск Думы и изменение избирательного закона. Дальнейшая судьба неизвестна.